# Intercessione di Cristo

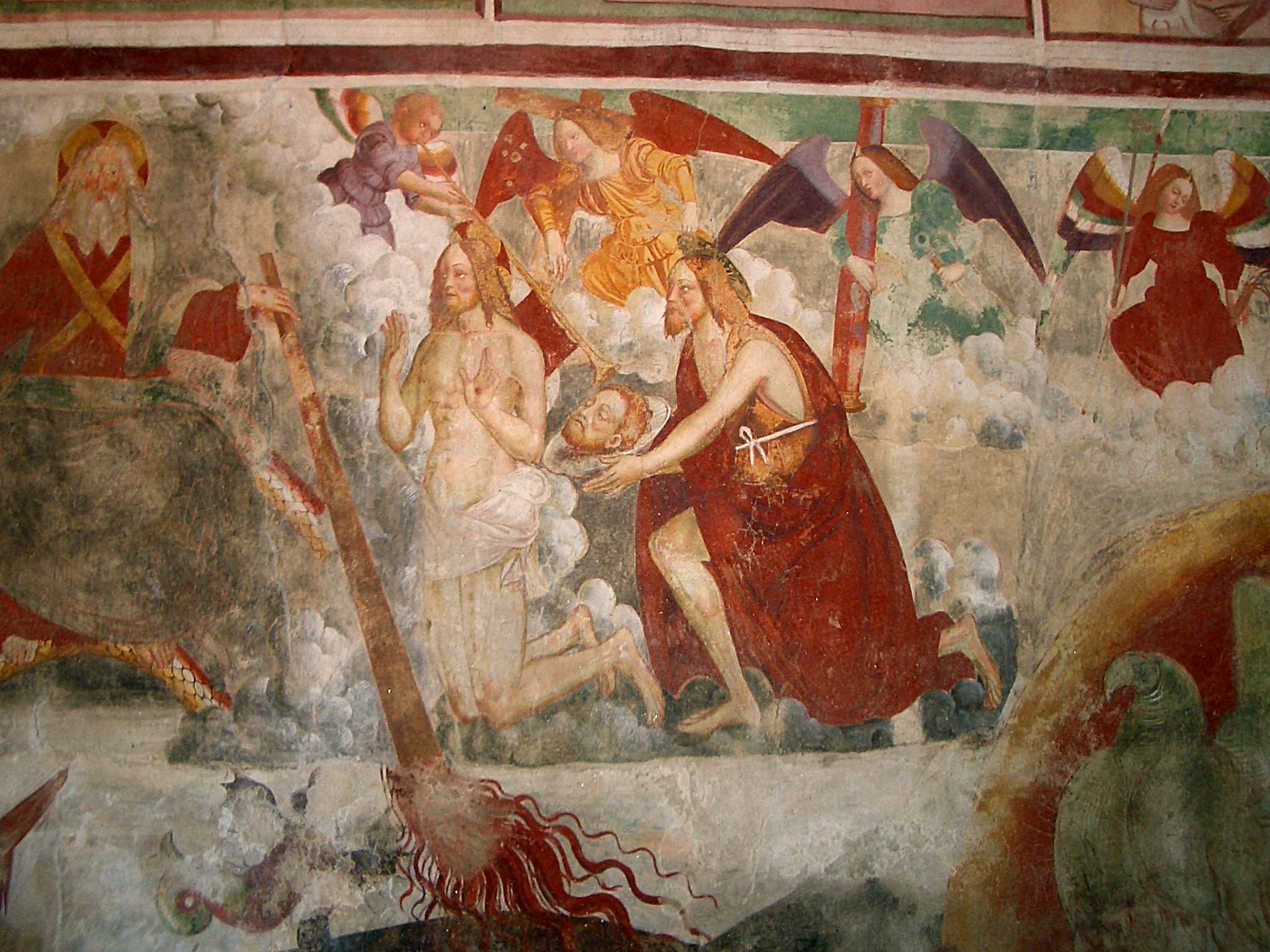
Gesù (e Giovanni Battista) in ginocchio davanti a Dio Padre durante il Giudizio universale - Affresco a Paruzzaro, Italia, ca. 1518

Intercessione di Cristo è la fede cristiana nella costante intercessione di Gesù e la sua mediazione a favore dell'umanità,  anche dopo aver lasciato la terra.
Secondo il pensiero cristiano, l'intercessione di Cristo davanti a Dio si collega all'anamnesi davanti a Dio durante l'Ultima Cena e la natura memoriale continua dell'offerta eucaristica.
Da una prospettiva cristologica, l'intercessione di Cristo si distingue dall'intercessione dello Spirito. Nel primo caso Cristo presenta le suppliche al Padre nei Cieli, nel secondo caso il  Paracleto (lo Spirito) fluisce dai Cieli ai cuori dei credenti.

## Basi bibliche
La base teologica della fede nell'intercessione di Cristo viene fornita dal Nuovo Testamento. Nella Lettera ai Romani (8:34) Paolo di Tarso afferma:
Questa intercessione risuona con le parole di Giovanni 17:22 che fanno riferimento ad una "comunione celeste" tra Cristo e Dio Padre. La Prima lettera di Giovanni (2:1-2) dichiara:
Nella Lettera agli Ebrei (7:25) Paolo ha scritto della "salvezza più completa" per mezzo della continua intercessione di Cristo:
L'intercessione di Cristo in cielo è interpretata come una continuazione delle preghiere e suppliche che egli disse a favore dell'umanità mentre si trovava in terra, per esempio in Luca 23:34: "Padre, perdonali, perché non sanno quello che fanno".

## Cristologia
Nella cristologia paolina l'intercessione di Cristo ha due componenti, una nel presente e l'altra nel Giudizio Universale. Ciò viene espresso in Romani 8:33-34 nei termini di " Chi accuserà gli eletti di Dio?" e "Chi è colui che li condannerà?" e poi in Ebrei 7:25 nei termini delle attività di Cristo quale Sommo Sacerdote.
Negli insegnamenti cristiani, l'intercessione di Cristo davanti a Dio si riferisce all‘anamnesi dinanzi a Dio durante l‘Ultima Cena e alla natura di rimembranza continuativa dell'offerta eucaristica. Nella cristologia della salvezza, l'offerta univoca di Cristo col suo sacrificio volontario al Calvario si distingue dalla sua continua intercessione dal Cielo nel suo ruolo come il Sacerdote, tuttavia si relaziona ad esso e al suo ruolo nel giudizio finale. La nozione di intercessione da parte di Cristo come Agnello di Dio si collega all'immagine dell'Agnello in Apocalisse 14:1-5 dove coloro che vengono salvati per primi "were purchased from among men" through the sacrifice of the lamb:
Dalla prospettiva cristologica, l'intercessione di Cristo è distinta dall'intercessione dello Spirito. Mentre 1 Giovanni 2:1 afferma "Abbiamo un avvocato presso il Padre: Gesù Cristo il giusto.", Giovanni 14:16-17 include la dichiarazione:
La distinzione tra le due forme di intercessione può essere interpretata in termini di direzione del flusso: nel primo caso Cristo porta le suppliche al Padre in cielo, nel secondo caso il Consolatore (lo Spirito) discende dal cielo verso il cuore dei credenti.